# Benito Pérez Galdós
Pour les articles homonymes, voir Pérez.
 (juin 2018).
Si vous disposez d'ouvrages ou d'articles de référence ou si vous connaissez des sites web de qualité traitant du thème abordé ici, merci de compléter l'article en donnant les références utiles à sa vérifiabilité et en les liant à la section « Notes et références ».
Œuvres principales
- Doña Perfecta (1876)
- Fortunata y Jacinta (1886-1887)
- Misericordia (1897)

Benito Pérez Galdós, né le 10 mai 1843 à Las Palmas de Gran Canaria et mort le 4 janvier 1920 à Madrid, est un romancier, dramaturge et journaliste espagnol. Il est sans doute le plus grand romancier réaliste espagnol, et impressionne par l'ampleur de son œuvre. Il a passé la plus grande partie de sa vie à Madrid ; aujourd'hui, il est surtout connu en Espagne pour ses Episodios nacionales (46 volumes) ; à l'étranger, il est plus souvent cité pour ses Novelas españolas contemporáneas.

## Biographie
Benito Pérez Galdós, dixième et dernier enfant du lieutenant-colonel Sebastián Pérez et de Dolores Galdós, naît à Las Palmas de Gran Canaria. Il fait ses études secondaires dans le Collège San Agustín, établissement d'enseignement de caractère libéral, où commencèrent à se manifester son esprit critique, son humour caricatural et ses premières inquiétudes littéraires. Il collabore dans des journaux de Las Palmas et gagne un prix dans un concours de dessin réalisé dans la ville. En 1862 il finit ses études de baccalauréat en arts et réussit son examen de graduation au lycée de La Laguna, Tenerife. Cette même année il se déplace à Madrid pour étudier le droit. Il y suivra aussi le cours de littérature gréco-latine du philologue Alfredo Adolfo Camús, dont les leçons, qui le marquèrent profondément, se conservent toujours aujourd'hui au musée de l'écrivain à Las Palmas.
Il a notamment connu une relation amoureuse avec l'écrivaine Emilia Pardo Bazan pendant plus de 20 ans, avec qui il partage le naturalisme et la plume.

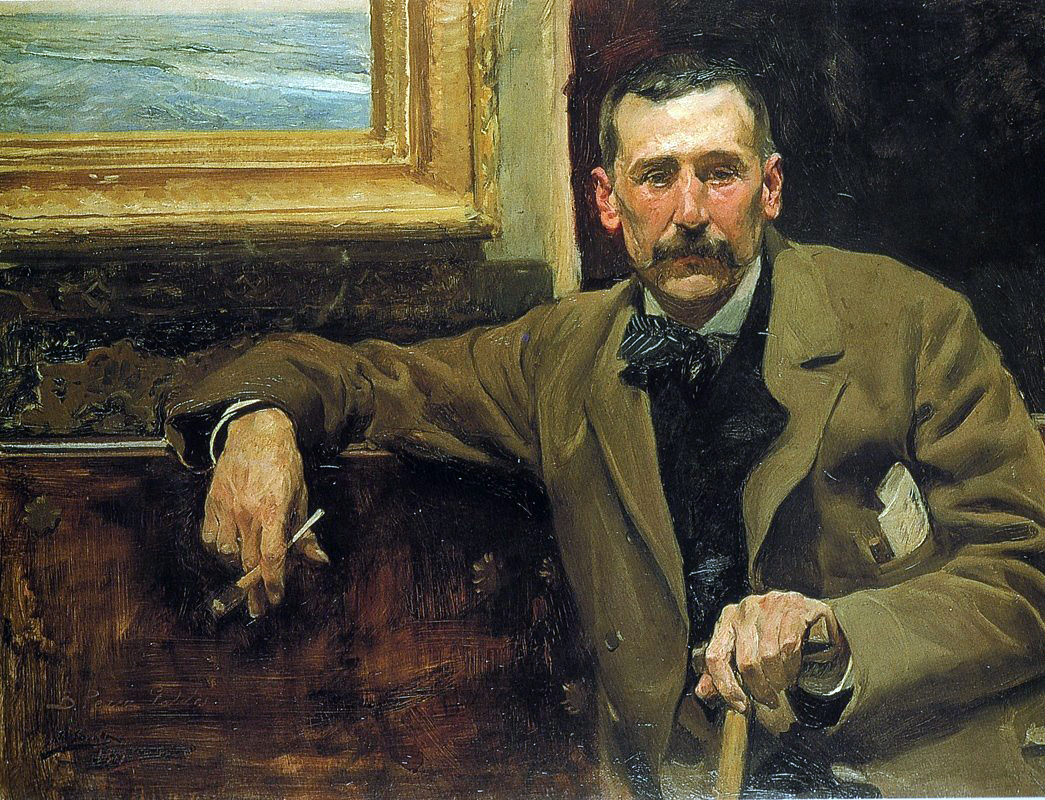
Benito Pérez Galdós par Joaquín Sorolla y Bastida.

En 1886, il est nommé par le Premier ministre Práxedes Mateo Sagasta député remplaçant au Parlement de Madrid pour la ville et le district de Guayama, à Porto Rico ; il n'y met jamais les pieds, mais se renseigne néanmoins sur les conditions de vie dans cette région, et se sent investi du devoir d'en représenter les habitants au mieux de leurs intérêts.
En 1897, il est élu à la Real Academia Española. En 1907, il est élu député républicain au Parlement. Devenu aveugle en 1912, il continue à dicter ses livres jusqu'à la fin de ses jours. Il meurt à 76 ans.

## Analyse de l'œuvre
Ses premiers romans sont le fruit d'une recherche documentaire, et mêlent personnages historiques et de fiction - certains sont récurrents. Ils se déroulent dans un cadre temporel qui va de 1805 à la fin du XIXe siècle. Les idées libérales et anticléricales de Pérez Galdós ne sont d'abord visibles qu'épisodiquement dans son œuvre, mais prennent avec le temps une place de plus en plus importante. Dans Miau (1888), le niveau de vie d'une famille aux hautes prétentions sociales diminue brusquement lorsque le père, haut fonctionnaire, perd son emploi à la suite d'un changement de gouvernement, avant de se suicider. Le chef-d'œuvre de Pérez Galdós est sans doute Fortunata y Jacinta (1886-1887) ; ce roman, comparable en volume à Guerre et paix, décrit la destinée de quatre personnages : un jeune citadin, sa femme, sa maîtresse issue d'une classe sociale inférieure, et le mari de cette dernière. Ángel Guerra (1891) présente l'histoire d'un homme à l'équilibre fragile, qui tente de gagner les faveurs d'une femme inaccessible et dévote, passant pour cela de l'agnosticisme au catholicisme. Plus réaliste que Balzac et Tolstoï, et peut-être autant que Dickens, Pérez Galdós dépeint la classe moyenne de son époque avec ses deux obsessions : le snobisme et la peur de la pauvreté.
Il est particulièrement sensible aux tournures populaires ; d'après Pío Baroja, il « savait faire parler le peuple. » Conscient de cette qualité, Pérez Galdós utilise abondamment le dialogue ; il pousse même la forme romanesque jusqu'à ses limites, certains de ses romans n'étant faits que de dialogues. Son style recherche le naturel, et rejette les artifices rhétoriques afin d'offrir, selon les postulats du réalisme, la vision la plus directe possible de ce qu'il souhaite exprimer. Le langage qu'il emploie accepte donc les termes courants, voire vulgaires ; sa frénésie costumbriste rend parfois certains de ses personnages infantiles et ridicules. Lecteur fervent de Don Quichotte, son humour, très cervantin, repose sur l'ironie.

## Éditions françaises
- Doña Perfecta (1876), trad. Julien Lugol, préface Albert Savine, Paris, éd. E. Giraud, 1885
- L'Escadre héroïque (Trafalgar), suivi de La Révolte (El 19 de marzo y el 2 de mayo, 1873) ; coll. « Club du bibliophile » 1952 en un seul volume Ces deux romans font partie de la première série des Épisodes nationaux comprenant les romans suivants : Trafalgar, La Cour de Charles IV, Le 19 mars et le 2 mai, Bailen (1873), Napoléon à Chamartin, Saragosse, Gérone, Cadix, Juan Martin el Empecinado (1874), La Bataille des Arapiles (1875).
- Miséricordia (Misericordia, 1897), Club Bibliophile de France 1956
- Tristana (1892), trad. S. Raphaël, Aubier-Flammarion, 1972, édition bilingue ; réédition en poche de la traduction seule, Flammarion, coll. « GF » no 692, 1992  (ISBN 2-08-070692-6)
- Fortunata et Jacinta (Fortunata y Jacinta, 1886-1887), trad. Robert Marrast, présentation Monique Morazé, Les Éditeurs français réunis, 1975
- Nazarin (1895), trad. A. de Montmollin, Les Éditeurs français réunis, 1976
- La Passion Torquemada (Torquemada en la cruz, Torquemada en el purgatorio, Torquemada y San Pedro, 1893-1895), trad. C. Pascal, Liliane Hasson, Desjonquères, 1996, 3 vol.
- La Déshéritée (La desheredada, 1881), trad. Daniel Gautier, Isidora ediciones, 2009
- Dans le tram (La novela en el tranvía), trad. Isabelle Taillandier, illustration Nono Granero, Éditions La Reine Blanche, 2021
- Tormento (1884), trad. Sadi Lakhdari ; suivi de Madame Bringas (La de Bringas, 1884), trad. Pierre Guénoun, parution sous le titre Les romans de l'interdit, Le Cherche Midi, 2022

## Adaptations cinématographiques
Les œuvres de Benito Pérez Galdós ont fait l'objet de nombreuses adaptations au cinéma. Les plus célèbres d'entre elles sont celles réalisées par Luis Buñuel :
- 1959 : Nazarín
- 1961 : Viridiana
- 1970 : Tristana

## Théâtre
- 1904 : Electra, adaptation française par Paul Millet de la pièce originale espagnole de 1902, juin au Théâtre de la Porte-Saint-Martin, avec Édouard de Max dans le rôle de M. de Pantoya

## Hommage
Une statue a été édifiée en son honneur au parc du Retiro, à Madrid.
Le « Prix Perez Galdos » en littérature (attribué en 1966 à José-Luis Martin Vigil pour Alguien debe morir, ed. Richard Grandio, Oviedo, traduit par Jean Huguet, La sentence du juge Reyes, Éditions Casterman, coll. « L'éolienne », 1968).